# 예솔초등학교
예솔초등학교(예솔初等學校)는 대한민국 경기도 화성시에 있는 공립 초등학교이다.

## 연혁
- 2015.08.24. 예솔초등학교 개교
- 2015.08.24. 초등학교 11학급, 병설유치원 3학급 편성
- 2015.09.01. 초대 김형희 교장 취임